# ماریا ماماشوک
ماریا ماماشوک (بلاروسی: Марыя Русланаўна Мамашук؛ زادهٔ ۳۱ اوت ۱۹۹۲) کشتی‌گیر زن کشتی آزاد اهل بلاروس است.
وی در مسابقات کشوری و بین‌المللی در مجموع برندهٔ ۱ مدال طلا، ۲ مدال نقره شده‌است.